# Epharmottomena gorgonula
Epharmottomena gorgonula är en fjärilsart som beskrevs av Edward P. Wiltshire 1979. Epharmottomena gorgonula ingår i släktet Epharmottomena och familjen nattflyn. Inga underarter finns listade i Catalogue of Life.